# Championnats du monde de BMX 2011
Navigation
Édition précédente Édition suivante
Les championnats du monde de BMX 2011 se sont déroulés du 27 au 31 juillet 2011 à Copenhague au Danemark.

## Podiums
| Épreuves                       | Or                          | Argent                          | Bronze                        |
| ------------------------------ | --------------------------- | ------------------------------- | ----------------------------- |
| Épreuves masculines            |                             |                                 |                               |
| Élite hommes                   | Joris Daudet France         | Māris Štrombergs Lettonie       | Marc Willers Nouvelle-Zélande |
| Contre-la-montre élite hommes  | André Fosså Aguiluz Norvège | Jelle van Gorkom Pays-Bas       | Brian Kirkham Australie       |
| Épreuve masculines - juniors   |                             |                                 |                               |
| Junior hommes                  | Alfredo Campo Équateur      | Trent Woodcock Nouvelle-Zélande | Antonin Dupire France         |
| Contre-la-montre junior hommes | Darryn Goodwin Australie    | Trent Woodcock Nouvelle-Zélande | Thomas Doucet France          |
| Épreuves féminines             |                             |                                 |                               |
| Élite femmes                   | Mariana Pajón Colombie      | Sarah Walker Nouvelle-Zélande   | Magalie Pottier France        |
| Contre-la-montre élite femmes  | Shanaze Reade Royaume-Uni   | Caroline Buchanan Australie     | Mariana Pajón Colombie        |
| Épreuves féminines - juniors   |                             |                                 |                               |
| Junior femmes                  | Melinda McLeod Australie    | Abbie Taylor Royaume-Uni        | Brooke Crain États-Unis       |
| Contre-la-montre junior femmes | Melinda McLeod Australie    | Brooke Crain États-Unis         | Nadja Pries Allemagne         |

## Tableau des médailles
| Rang  | Nation           | Or | Argent | Bronze | Total |
| ----- | ---------------- | -- | ------ | ------ | ----- |
| 1     | Australie        | 3  | 1      | 1      | 5     |
| 2     | Royaume-Uni      | 1  | 1      | 0      | 2     |
| 3     | France           | 1  | 0      | 3      | 4     |
| 4     | Colombie         | 1  | 0      | 1      | 2     |
| 5     | Équateur         | 1  | 0      | 0      | 1     |
| 5     | Norvège          | 1  | 0      | 0      | 1     |
| 7     | Nouvelle-Zélande | 0  | 3      | 1      | 4     |
| 8     | États-Unis       | 0  | 1      | 1      | 2     |
| 9     | Lettonie         | 0  | 1      | 0      | 1     |
| 9     | Pays-Bas         | 0  | 1      | 0      | 1     |
| 11    | Allemagne        | 0  | 0      | 1      | 1     |
| Total | Total            | 8  | 8      | 8      | 24    |